# Електричний стілець

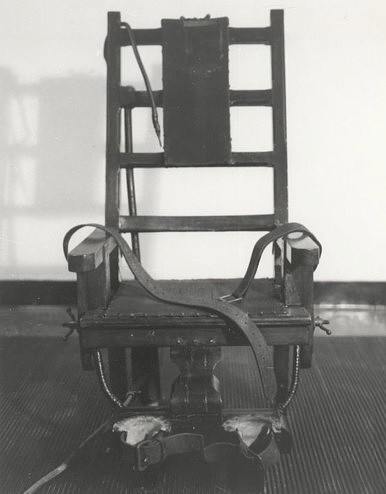
Електричний стілець в'язниці Сінг-Сінг

Електри́чний стіле́ць (англ. electric chair) — пристосування, за допомогою якого у деяких штатах США виконуються смертні вироки. Для умертвіння засудженого використовується електричний струм, що пропускається через його тіло. Теоретично страта на електричному стільці є безболісною[джерело?], за винятком випадків відмови обладнання. Стілець був винайдений Томасом Едісоном.

## Застосування
Електричний стілець був уперше використаний у США 6 серпня 1890 року в Обернській в'язниці штату Нью-Йорк (через одинадцять років у цій же тюрмі на електричному стільці був страчений Леон Чолгош (англ. Leon Czolgosz) — вбивця президента Мак-Кінлі). Протягом XX століття його застосовували у 25 штатах, проте в останні десятиліття електричний стілець активно витіснявся іншими формами кари (наприклад, смертельною ін'єкцією) і зараз використовується досить рідко. Деякий час застосовувався також у Філіппінах.
Станом на початок XXI століття застосовується у шести штатах — в Алабамі, Флориді, Південній Кароліні, Кентуккі, Теннессі та Вірджинії за вибором засудженого поряд зі смертельною ін'єкцією, причому у Кентуккі і Теннессі право обрати смерть через використання електричного стільця мають лише засуджені, що вчинили злочин раніше визначеної дати (у Кентуккі — 1 квітня 1998 року, у Теннессі — 1 січня 1999 року). У Небрасці електричний стілець використовувався як єдиний спосіб страти, проте 8 лютого 2008 року Верховний суд Небраски постановив, що він є «жорстоким і незвичайним покаранням», забороненим Конституцією. В Оклахомі може застосовуватися лише у суворо обумовлених випадках, наприклад, якщо всі інші методи страти будуть визнані неконституційними на момент виконання смертного вироку.
Протягом 2004 року цей спосіб страти був використаний лише один раз, у 2005 році жодного разу не використовувався, у 2006 році — один раз.
Останнього разу електричний стілець застосовували 18 березня 2010 року, коли у штаті Вірджинія був страчений Пол Пауелл — расист-убивця, який убив дівчину за те, що вона зустрічалася з чорношкірим, крім того, він зґвалтував і спробував убити її сестру.

## Пристрій і принцип дії
Електричний стілець являє собою крісло з діелектричного матеріалу з підлокітниками і високою спинкою, обладнане ременями для жорсткої фіксації засудженого. Руки кріпляться на підлокітниках, ноги — у спеціальних затискачах ніжок. Також до стільця додається спеціальний шолом. Електричні контакти підведені до місць кріплення щиколоток і до шолома. До складу технічного забезпечення входить підвищувальний трансформатор. Під час виконання страти на контакти подається змінний струм з напругою порядку 2700 В, система обмеження струму підтримує струм через тіло засудженого близько 5 А. (Наведені параметри характеризують електричний стілець, який використовували у штаті Массачусетс, згідно з описом до розділу Посилання.) Струм і напруга обмежені, щоб засуджений не загорівся під час страти.
Система управління електроживленням стільця має захист від включення, який деактивує безпосередньо перед стратою відповідальна особа за допомогою спеціального ключа. За однією з версій, стілець може мати один або кілька керуючих вимикачів, натисканням на які включається подача струму. У такому випадку вони включаються одночасно різними катами, причому у дійсності струм включає тільки один з них. Такий порядок використовується для того, щоб ніхто, включаючи самих виконавців, не міг знати, хто насправді здійснив кару (за аналогією з широко відомим видом розстріла, коли частині стрільців видається зброя, заряджена холостими патронами).

## Порядок проведення страти
Засудженого саджають на електричний стілець, руки кріплять до підлокітників, а ноги — до кріплень ніжних контактів. На голову смертника надягають відлогу, або заклеюють очі, а вже потім надівають шолом. Щоб прискорити смерть і полегшити фізичні страждання засудженого у шолом вкладається губка, просочена сольовим розчином, а волосся на маківці виголюється. Це робиться для того, щоб забезпечити мінімальний електричний опір контакту шолома з головою. Тулуб фіксується додатковими ременями.
Після відключення системи захисту кат вмикає подачу струму. Напруга включається двічі, на одну хвилину, з перервою в 10 секунд (у різних конструкціях кількість включень та інтервали часу можуть відрізнятися). Після відключення живлення лікар повинен упевнитися у тому, що засуджений мертвий. У деяких штатах США та державах, у разі ненастання смерті операція може продовжитись. У законах інших передбачено помилування у разі, якщо засуджений дивом пережив три включення струму по одній хвилині. Вільям Вендівер був убитий тільки після п'ятого розряду струму (16 жовтня 1985 р., штат Індіана (1001 смерть, А. П. Лаврін)).

## Гуманність страти на електричному стільці
Електричний стілець було введено як гуманний засіб смертної кари. Прихильники цього виду страти стверджують, що вона безболісна — електричний струм заданих параметрів руйнує відділи нервової системи, відповідальні за відчуття й усвідомлення болю, за час у двадцять-тридцять разів менше, ніж необхідно для того, щоб людина відчула біль. Противники електричного стільця вказують на те, що ці твердження є продуктом теоретичних розрахунків, а не перевіреним фактом.
У деяких випадках до настання смерті доводиться пропускати через тіло засудженого струм протягом декількох хвилин або навіть довше. При цьому у страченого може відбуватися мимовільне сечовипускання, дефекація, блювота, у тому числі кров'ю, потемніння і обвуглювання шкіри. Бували прецеденти, що у людини лопалися або виходили з орбіт очі. У приміщенні поширюється запах горілої плоті, може йти дим. Відомі випадки загоряння (загоряється волосся на голові). У разі несправності у роботі обладнання або будь-яких порушень правил використання смерть може настати не відразу. З іншого боку, за відомостями американських організацій, які виступають за скасування смертної кари, кількість подібних накладок при використанні електричного стільця таки істотно менше, ніж при стратах шляхом смертельної ін'єкції.

## Історія
Створення електричного стільця пов'язується з ім'ям Томаса Едісона. У 1880-х роках у США Едісон, який організував першу систему електропостачання на постійному струмі, активно конкурував з новими системами електропостачання на базі змінного струму. Ці події отримали назву війни струмів. Едісон переконував споживачів у недоліках системи конкурентів, пропагував небезпеку таких систем, проводячи, у тому числі, публічні досліди з умертвіння тварин змінним струмом.
Ці події збіглися з початком обговоренням у країні питання про вибір гуманнішого способу смертної кари (до 80-х років XIX століття у США застосовувалося, головним чином, повішення. Раз-у-раз у пресу просочувалися жахливі сцени занадто довгої і болісної смертно кари: навіть найдосвідченіший кат іноді не міг передбачити нюанси, і смерть наставала не від перелому хребців, як це було, а від удушення, що більш болісно.
Все ширше використання електрики супроводжувалося періодичними нещасними випадками, внаслідок яких гинули люди. У 1881 році у Буффало, штат Нью-Йорк, зубний лікар Альберт Саутвік випадково став свідком загибелі літнього п'яниці, який доторкнувся до контактів електричного генератора. Вражений тим, як швидко і зовні безболісно настала смерть, Саутвік звернувся до свого друга, сенатора Девіда Макміллана, з пропозицією замінити мотузку на дроти. Той попросив законодавчі збори штату Нью-Йорк розглянути перспективи використання електрики при смертній карі, щоб відмовитися від повішення. У 1886 році була створена комісія для дослідження питання «про гуманніший спосіб приведення у виконання смертних вироків, що заслуговує на схвалення». На цьому етапі в історію електричного стільця включився Томас Едісон. Винахідник влаштував у Вест-Орандж, штат Нью-Джерсі, показовий дослід: кілька кішок і собак заманили на металеву пластину під напругою 1000 В змінного струму. У 1888 році у штаті Нью-Йорк законодавчими зборами було прийнято закон, який встановив страту за допомогою електрики як прийнятий у штаті спосіб приведення у виконання смертних вироків.
У другій половині 1888 року винахідник Гарольд Браун і співробітник Колумбійського університету (Нью-Йорк) Фред Пітерсон провели у лабораторіях Едісона дослідження з використання електрики для смертної кари. Протягом кількох місяців було вбито струмом більше двох десятків собак, за результатами експериментів 12 грудня 1888 року група представила Судово-медичному суспільству штату Нью-Йорк доповідь, у якій рекомендувала електричний стілець як знаряддя страти (розглядалися й інші варіанти, у тому числі бак з водою і стіл з гумовим покриттям). 1 січня 1889 року у штаті Нью-Йорк набрав чинності «Закон про електричну страту».
Противником електричного стільця став Джордж Вестінгауз, який розробив систему постачання споживачів електрикою на змінному струмі, головний конкурент Едісона. Після введення у дію закону про страту на електричному стільці Вестингауз відмовився поставляти генератори змінного струму тюрмах, внаслідок чого Едісону і Брауну довелося купувати генератори обхідними шляхами.
Першими засудженими до страти на електричному стільці стали Вільям Кеммлер і Джозеф Шаплен (перший — за вбивство коханки, другий — за вбивство сусіда). Шаплен був помилуваний і отримав довічне ув'язнення. Вестингауз намагався врятувати і Кеммлера, для чого найняв адвокатів, які вимагали оскарження вироку на підставі того, що страта на електричному стільці потрапляє під визначення «жорстокого і незвичайного покарання», забороненого восьмою поправкою до конституції США, однак апеляції були відхилені.
У 1890 році Едвін Девіс, який працював електриком у в'язниці міста Оберн, розробив першу дієву модель електричного стільця. 6 серпня 1890 року Вільям Кеммлер був першою у світі людиною, яку стратили на електричному стільці в Обернськой в'язниці. Хоча один з репортерів і заявив: «Йому зовсім не було боляче!», Насправді кара пройшла не цілком гладко: після першого включення струму Кеммлер був ще живий, струм довелося включати вдруге. Джордж Вестінгауз прокоментував страту словами: «Сокирою б у них вийшло краще» (Кеммлер вбив коханку сокирою).
У 1896 році електричний стілець було введено в Огайо, у 1898-у — у Массачусетсі, у 1906 році — у Нью-Джерсі, у 1908-у — у Вірджинії, у 1910-у — у Північній Кароліні. За наступний десяток років він був узаконений ще у понад десяти штатах і став найпопулярнішим в Америці знаряддям страти. Всього за більш ніж сто років застосування на електричному стільці було страчено понад 4300 осіб.
Задуманий як засіб дискредитації систем електропостачання на змінному струмі, електричний стілець саме цієї функції виконати не зміг. Незважаючи на його появу, застосування змінного струму розширювалося. Пізніше Едісон був змушений визнати, що недооцінив переваги змінного струму. У 1912 році Вестингауз був удостоєний Едісонової медалі за досягнення у розвитку цієї технології.
Після того, як у 1976 році у США було відмінено, введений у 1967 році мораторій на смертну кару, більшість штатів, що раніше практикували страту на електричному стільці, перейшли до використання смертельних ін'єкцій. Основним мотивуванням цього рішення було те, що електричний стілець дуже дорогий в експлуатації. Крім того, багато хто вважає страту на електричному стільці жорстоким і незвичайним покаранням  [Архівовано 2 лютого 2008 у Wayback Machine.]. Досі електричний стілець може використовуватися у 13 штатах. У деяких штатах засуджений має право сам вибрати метод страти (крім ін'єкції і електричного стільця практикується розстріл, повішення та газова камера).

## За межами США
Відомі випадки застосування саморобних електричних стільців як знаряддя тортур різними ОЗУ на ПСП, зокрема, «рабовласник» Олександр Комін з Вятських Полян використовував саморобний електричний стілець для вбивства одного зі своїх в'язнів.

## Страчені на електричному стільці люди, що стали популярними
- Вільям Кеммлер (англ. William Kemmler) (1890, Нью-Йорк), перша людина у світі, яку страчено на електричному стільці; зарубав коханку сокирою
- Марта Плейс (англ. Martha Place) (1899 Нью-Йорк), перша жінка, страчена на електричному стільці; була визнана винною у вбивстві своєї 17 — річної пасербиці (мачуха задушила дівчину)
- Леон Чолгошем (англ. Leon Czolgosz) (1901, Нью-Йорк), убивця президента Мак-Кінлі
- Честер Джілетт (англ. Chester Gillette) (1908, Нью-Йорк)
- Артур Годжес (англ. Arthur Hodges) (1914, Арканзас)
- Чарльз Беккер (англ. Charles Becker) (1915, Нью-Йорк)
- Сакко і Ванцетті (англ. Sacco and Vanzetti) (1927, Штат Массачусетс), страчені за сфабрикованим звинуваченням, стали хрестоматійним прикладом переслідування за політичними мотивами.
- Рут Снайдер (англ. Ruth Snyder) (1928, Нью-Йорк)
- Джузеппе Зангара (англ. Giuseppe Zangara) (1933, Флорида), робив замах на життя обраного президента Ф. Рузвельта і вбив мера Чикаго
- Альберт Фіш (англ. Albert Fish) (1936, Нью-Йорк), американський серійний вбивця
- Бруно Гауптман (англ. Bruno Hauptmann) (1936, Нью-Джерсі), визнаний винним у викраденні і вбивстві малолітнього сина Чарльза Ліндберга
- Анна Марія Ген (англ. Anna Marie Hahn) (1938, Штат Огайо), американська серійна вбивця
- Герман і Пол Петрилів (англ. Herman and Paul Petrillo) (1941, Штат Пенсільванія)
- Нацистські агенти (1942, Вашингтон, округ Колумбія)
- Луїс Лепке (англ. Louis Lepke) (1944, Нью-Йорк)
- Лєна Бейкер (англ. Lena Baker) (1945)
- Віллі Френсіс (англ. Willie Francis) (1947, Штат Луїзіана)
- Юліус і Етель Розенберги (англ. Julius and Ethel Rosenberg) (1953, Нью-Йорк), страчені за шпигунство — передачу радянським агентам відомостей про американську ядерну бомбу. Раніше вважалося, що їх вина не була повністю доведена. Розсекречені зараз матеріали Проекту «Венона» довели участь Юліуса у шпигунстві.
- Ронда Белл Мартін (англ. Rhonda Belle Martin) (1957, Штат Алабама), американська серійна вбивця
- Чарльз Старквезер (англ. Charles Starkweather) (1959, Штат Небраска), американський серійний вбивця
- Джеймс Френч (англ. James French) (1966)
- Джон Спенкелінк (англ. John Spenkelink) (1979, Флорида) — перший страчений на електричному стільці після скасування мораторію на смертну кару (був засуджений ще до введення мораторію).
- Джон Луїз Еванс (англ. John Louis Evans) (1983, Штат Алабама)
- Тед Банді (англ. Ted Bundy) (1989, Флорида, американський серійний вбивця)
- Дональд Гаскінс англ. Donald Henry Gaskins, Jr (1991), американський серійний вбивця
- Джон Джуберт John Joubert (1996), Штат Небраска), американський серійний вбивця
- Педро Медіна (англ. Pedro Medina) (1997, Флорида)
- Джеральд Стано (англ. Gerald Eugene Stano) (1998), Флорида — американський серійний вбивця (41 жертва).
- Джудіас Буеноано (англ. Judias Buenoano) (1998, Флорида) — американська серійна вбивця.
- Аллен Лі Девіс (англ. Allen Lee Davis) (1999, Флорида)
- Ерл Конрад Брамблетт (англ. Earl Conrad Bramblett) (2003, Вірджинія)
- Джеймс Ніл Такер (англ. James Neil Tucker) (2004, Південна Кароліна)
- Брендон Гедрік (англ. Brandon Hedrick) (2006, Вірджинія)

## У масовій культурі
Тюремне населення Америки називає електричний стілець «жовта мама» або «стара коптильня».

### У літературі
- Один з перших відомих літературних описів страти на електричному стільці зустрічається у романі Теодора Драйзера «Американська трагедія». Головного героя, двадцятидворічного Клайда Гріффітса було засуджено до страти за вбивство своєї вагітної коханки. Страта у романі проведена у місті Оберн — тому самому, де був вперше використаний електричний стілець.
- У романі Стівена Кінга «Зелена Миля» страта на електричному стільці описана у всіх подробицях. Так само докладно електричний стілець показано в екранізації роману.
- Артур Гейлі в романі «Детектив» дуже докладно описав електричний стілець у дії.
- Ільф і Петров у книзі «Одноповерхова Америка» описали електричний стілець, який вони бачили у в'язниці Сінг-Сінг, і розповіли, як проводиться страта (зі слів співробітників в'язниці).

Цікаво, що у романі Кінга «Зелена Миля» описано страту на електричному стільці постійного струму, хоча вище у статті в історії та принципі дії описується застосування змінного струму.

### У музиці
- Страта на електричному стільці знайшла відображення у пісні «Ride the Lightning» групи «Metallica» та «Electrocution» групи «Sodom».
- У кліпі на пісню Killed by Death групи Motorhead поліцейські страчують фронтмена групи Леммі на електричному стільці, але в кінці кліпу він оживає виїхавши з власної могили на мотоциклі.
- Електричний стілець як елемент сценічного шоу використовує на концертах американський шок-рокер Еліс Купер
- У кліпі Мадонни «Die Another Day» її садять на електричний стілець, але вона рятується; також у «Re-Invention World Tour» Мадонна співала на електричному стільці пісню «Lament».
- Пісня групи Nick Cave and the Bad Seeds «The Mercy Seat» написана від імені людини, засудженої до смертної кари. Назва пісні вказує одночасно на Божий престол і на електричний стілець.
- У кліпі Ногу свело! «SOS in the Ass» події розгортаються навколо електричного стільця.
- У кліпі Найка Борзова «Остання пісня» його страчують на електричному стільці.
- У кліпі Філіпа Кіркорова «Ти повіриш» головного героя садять на електричний стілець. За одну секунду до визначеного часу страти кару скасовують.
- У кліпі на композицію Емінема «We made you» є сцена, де його засуджують до смертної кари і виконують вирок. Однак Емінем не відчуває навіть дискомфорту.
- У кліпі групи Rage Against The Machine «No Shelter» інсценовано страту на електричному стільці американських анархістів Сакко і Ванцетті.
- Кіно, Віктор Цой — «Пісня без слів»

 «Чи хочеш ти змінити цей світ, 
 Чи зможеш ти прийняти як є, 
 Встати і вийти з ряду геть, 
 Сісти на електричний стілець або трон?» 

### У кіно
- У фільмі «Місто гріхів» (в оригіналі — «Sin City») один з персонажів також був страчений за допомогою електричного стільця, при цьому він був убитий тільки після двох спроб.
- У фільмі «Ворон 3: Порятунок» (в оригіналі — «The Crow 3. Salvation») головний герой Алекс Корвіс був страчений на стільці, і головний лиходій, теж приймає смерть на електричному стільці.
- У фільмі «Бал монстрів» на електричному стільці стратили художника. Цікаво, що перед стратою він за сюжетом провів 11 років у в'язниці. Глядачеві так і не стає ясно, за який злочин страчений персонаж.
- У фільмі «Костянтин: повелитель темряви» (в оригіналі — «Constantine») герой фільму використовує електричний стілець з в'язниці Сінг-Сінг для переміщення у пекло.
- У фільмі «Зелена миля» показується виконання смертного вироку за допомогою електричного стільця.
- У фільмі «Майже мертвий» (в оригіналі — Half past dead) у заново відкриту в'язницю Алькатрас доставляють засудженого для страти там на електричному стільці. Страта була зірвана загарбниками.
- У фільмі «Смертник» (в оригіналі — «Alive») головний герой був засуджений до смерті за допомогою електричного стільця, але вижив.
- В одному з епізодів третього сезону серіалу «Квантовий стрибок», який називається «Останній танець перед стратою», Сем Беккет, головний герой, стає злочинцем, засудженим до страти на електричному стільці.
- У фільмі «Пасажир 57» терориста Чарльза Рейна, роль якого виконав актор Брюс Пейн, направляють літаком у Лос-Анджелес для страти на електричному стільці.
- У серіалі «Втеча» показано страти Лінкольна Барроуза і Генерала.
- В фільмі жахів «Електрошок» (1989) головного лиходія стратили на стільці, але він вижив використовуючи струм, щоб воскреснути з мертвих.
- У фільмі жахів «Мертвяк, що гуляє» (1936) («The Walking Dead») група злочинців вбиває суддю і підставляє Джона Еллмана (Борис Карлофф), якого звинувачують у вбивстві та засуджують до страти на електричному стільці. Пізніше знаходять двох свідків на його користь, але як раз у той момент, коли нарешті вдається додзвонитися до в'язниці і відбувається страта.
- Фільм «Людина, якої не було» (2001) (в оригіналі — «The Man Who Wasn't There») закінчується сценою підготовки головного героя Еда Крейна до смертної кари за допомогою електричного стільця.
- Перший епізод першого сезону серіалу «Байки зі склепу» (1989) розповідає про тюремного ката, який увійшов у смак своєї електричної професії. Врешті-решт він сам опиняється на електричному стільці.
- Ближче до кінця фільму «Суперполіцейський» головного героя намагаються стратити за допомогою електричного стільця, але він володіючи суперздатностями, переводить напругу на глядачів страти і ката, а сам вибирається з затискачів і, розбивши стіну в'язниці, падає в океан.
- У фіналі фільму «Самотні серця» (2006, в оригіналі — «Lonely Hearts») за допомогою електричного стільця приводиться у виконання вирок над убивцями-коханцями (Сальма Хайек і Джаред Лето). Сцена страти рясніє великою кількістю фізіологічних подробиць і деталей смерті на електричному стільці.
- У фільмі «Особи смерті» показані кадри страти на електричному стільці
- Серіал (2020 р.) Алієніст «Ангел темряви» розгортається в 1987 році. Вперше в історії на електричному стільці гине жінка Марта Непп, звинувачена у вбивстві власної новонародженої дочки. Оскільки труп дитини так і не був знайдений, багато хто впевнені в несправедливості смертного вироку. У той же самий час пропадає ще одне немовля - дочка іспанського посла. (2 сезон 1 серія)